# Amblyolpium franzi
Amblyolpium franzi es una especie de arácnido del orden Pseudoscorpionida de la familia Olpiidae.

## Distribución geográfica
Se encuentra en las islas Madeira (Portugal).